# Wrzosów (województwo lubelskie)
Wrzosów – wieś w Polsce położona w województwie lubelskim, w powiecie radzyńskim, w gminie Borki.
W latach 1975–1998 miejscowość administracyjnie należała do ówczesnego województwa lubelskiego.
Wieś stanowi sołectwo gminy Borki. Według Narodowego Spisu Powszechnego z roku 2011 wieś liczyła 376 mieszkańców.
Wierni Kościoła rzymskokatolickiego należą do parafii Najświętszej Maryi Panny Wspomożycielki Wiernych w Borkach.

## Części wsi
| SIMC    | Nazwa      | Rodzaj  |
| ------- | ---------- | ------- |
| 0379117 | Tchórzewek | kolonia |
| 0379123 | Wrzosów    | osada   |

## Historia
Wieś szlachecka notowana w początkach XV wieku. W roku 1415-19 jako „Wrzessouicze”, ale w 1462 „Volya Tchorzowska”. W 1531 roku odnotowana jako „Wola Thchorzowska” alias „Wrzossow”, w 1626 roku była to „Wola Wrzosowska”, dziś Wrzosów. Wieś historycznie położona w powiecie łukowskim parafii Kocko. Pierwszym znanym z zapisów w aktach ziemskich dziedzicem był Jakusz (1415-9) z Wrzessouicz. W początkach wieku XVI dziedzictwo należało do Jakuba Zieleńskiego (1509-30) pisarza ziemi łukowskiej.